# Newtonův integrál
Newtonův integrál je v matematice určitý integrál, jehož definice je založena na existenci primitivní funkce.

## Historie
Pojem primitivní funkce, jakož i objevení Newtonova-Leibnizova vzorce je připisován Gottfriedu Wilhelmovi Leibnizovi roku 1675 a Isaacu Newtonovi roku 1666. I když se vedly o autorství objevu celého diferenciálního počtu rozepře, oba matematici objev učinili zřejmě nezávisle na sobě. Jejich snaha byla zjistit obecný vzorec pro výpočet plochy pod křivkou. V případě Isaaca Newtona byla tato snaha motivována i využitím v mechanice. V 19. století se při snaze eliminovat nejasně definované pojmy infinitesimálních veličin Leibnize a Newtona rozvinula metoda založená na limitě přibližných součtů, dnes nazývaná Riemannův integrál. Na počátku dvacátého století pak vznikla teorie obecného Lebesgueova integrálu.[zdroj?]

## Definice
Pokud je funkce {\displaystyle f} spojitá na intervalu {\displaystyle \langle a,b\rangle } a funkce {\displaystyle F} je k ní na tomto intervalu primitivní, pak platí:
{\displaystyle \int _{a}^{b}f(x)\ \mathrm {d} x={[F(x)]}_{a}^{b}=F(b)-F(a)},
tento vztah je označován jako Newtonova-Leibnizova formule resp. základní věta integrálního počtu.
Newtonova definice určitého integrálu požaduje spojitost funkce na daném intervalu. Pokud je funkce na intervalu pouze po částech spojitá, lze interval v bodech nespojitosti rozdělit a hledat primitivní funkce po částech. Pro tento případ je ještě potřeba dodefinovat takzvaný „zobecněný Newtonův integrál“, který je v případě nespojitosti primitivní funkce v krajních bodech definován jako rozdíl jednostranných limit:
{\displaystyle \int _{a}^{b}f(x)\ \mathrm {d} x=\lim _{x\to b^{-}}F(x)-\lim _{x\to a^{+}}F(x)}